# Amara Traoré
Amara Traoré (São Luís, 25 de setembro de 1965) é um ex-futebolista e treinador de futebol senegalês que jogava como atacante.

## Carreira
Em 15 anos como jogador, Traoré fez carreira no futebol francês, com destaque para o Gueugnon, onde atuou entre 1992 e 1996 e entre 1998 e 2003, quando deixou os gramados. Jogou também por Bastia, Le Mans, Metz e Châteauroux.

## Seleção Senegalesa
Pela Seleção Senegalesa, Traoré estreou em 1988, e participou de 2 edições da Copa das Nações Africanas (1994 e 2002), além da Copa de 2002, esta aos 36 anos de idade. Não entrou em nenhuma das 5 partidas na surpreendente campanha senegalesa na competição, encerrando a carreira internacional com 36 partidas disputadas e 14 gols marcados.

## Treinador
Em 2007, iniciou a carreira de treinador, comandando o ASC Linguère e, dois anos depois, voltaria à Seleção Senegalesa, desta vez para comandar a equipe, substituindo Lamine N'Diaye em dezembro de 2009. Exerceu o cargo até 2012.
Após uma curta passagem pelo AS Kaloum da Guiné, Traoré comanda, desde 2013, o Horoya, do mesmo país.